# Trachyopella senaria
Trachyopella senaria är en tvåvingeart som beskrevs av Rohacek och Marshall 1985. Trachyopella senaria ingår i släktet Trachyopella och familjen hoppflugor.
Artens utbredningsområde är Florida. Inga underarter finns listade i Catalogue of Life.